# Urban Terror
Urban Terror is een computerspel ontwikkeld en uitgegeven door FrozenSand voor Windows. De shoot'em up verscheen in november 1998 als een mod voor Quake III Arena. Het spel werd als losstaande versie in 2007 uitgebracht.

## Gameplay
Het spel combineert elementen uit spellen als Quake III Arena, Unreal Tournament en Counter-Strike. Het aantal wapens en uitrustingen is beperkt, en de schade die de speler kan oplopen is realistischer dan in Quake.
Urban Terror kent verschillende spelmodi, waaronder klassiekers als Team Deathmatch, Capture the Flag en Last Man Standing. Het spel bevat ook een geweldloze Jump-modus, waarin de speler door een bepaald level moet springen over obstakels.

## HD-versie
FrozenSand begon in 2009 met een HD-versie van het spel die in 2010 moest uitkomen. Vanwege de keuze voor een nieuwe spelengine werd het project enige tijd vertraagd. De meest recente versie is uitgekomen in juni 2018.